# Gerard Weber (voetballer, 1941)
Gerard Weber ('s-Hertogenbosch, 22 augustus 1941) is een Nederlands voormalig voetballer.

## Biografisch
De linksbuiten begon met voetballen bij BVV, waar hij ook in het betaald voetbal debuteerde. Hij speelde de eerste jaren niettemin op amateurbasis, omdat zijn baan als vertegenwoordiger hem liever was dan 600,- gulden betaling per jaar. Daardoor selecteerde Pepi Gruber hem voor het Nederlands amateurvoetbalelftal. Diezelfde Gruber haalde hem in 1961 naar zijn werkgever DOS, waar Weber in de eredivisie debuteerde.
Weber speelde met zijn Utrechtse broodheer in de Jaarbeursstedenbeker 1962/63 en 1963/64, de voorloper van de UEFA Cup. Met PSV kwam hij in het toernooi van 1969/70 uit in de Europa Cup II.
Na drie seizoen DOS en nog een jaar BVV ging Weber voor N.E.C. spelen. Per januari 1969 ging hij naar PSV en precies een jaar later naar EVV waar hij zijn loopbaan besloot.
Na zijn actieve spelerscarrière was Weber trainer bij onder meer amateurverenigingen RKSV Juliana (Mill) en ASWH. Behalve Gerard speelden ook zijn twee broers Harrie en Sjef voor BVV.

## Carrièrestatistieken
| Seizoen         | Club            | Land            | Competitie           | Competitie | Competitie | Beker | Beker | Internationaal | Internationaal | Overig | Overig | Totaal | Totaal |
| Seizoen         | Club            | Land            | Competitie           | Wed.       | Dlp.       | Wed.  | Dlp.  | Wed.           | Dlp.           | Wed.   | Dlp.   | Wed.   | Dlp.   |
| --------------- | --------------- | --------------- | -------------------- | ---------- | ---------- | ----- | ----- | -------------- | -------------- | ------ | ------ | ------ | ------ |
| 1959/60         | BVV             | Nederland       | Eerste divisie A     | –          | –          | –     | –     | 0              | 0              | 0      | 0      | –      | –      |
| 1960/61         | BVV             | Nederland       | Eerste divisie A     | –          | –          | –     | 0     | 0              | 0              | 0      | 0      | –      | –      |
| 1961/62         | DOS             | Nederland       | Eredivisie           | –          | –          | –     | 0     | 0              | 0              | 0      | 0      | –      | –      |
| 1962/63         | DOS             | Nederland       | Eredivisie           | –          | –          | –     | 0     | 0              | 0              | 0      | 0      | –      | –      |
| 1962/63         | Utrecht XI      | Europa          | Jaarbeursstedenbeker | –          | –          | –     | –     | 1              | 0              | –      | –      | 1      | 0      |
| 1963/64         | DOS             | Nederland       | Eredivisie           | –          | –          | –     | 0     | 1              | 0              | 0      | 0      | –      | –      |
| 1964/65         | BVV             | Nederland       | Tweede divisie B     | –          | 8          | 1     | 0     | 0              | 0              | 0      | 0      | –      | 8      |
| 1965/66         | N.E.C.          | Nederland       | Eerste divisie       | 25         | 8          | 1     | 1     | 0              | 0              | 0      | 0      | 26     | 9      |
| 1966/67         | N.E.C.          | Nederland       | Eerste divisie       | 35         | 8          | 1     | 0     | 0              | 0              | 0      | 0      | 36     | 8      |
| 1967/68         | N.E.C.          | Nederland       | Eredivisie           | 31         | 1          | 2     | 1     | 0              | 0              | 0      | 0      | 33     | 2      |
| 1968/69         | N.E.C.          | Nederland       | Eredivisie           | 4          | 0          | 1     | 1     | 0              | 0              | 0      | 0      | 5      | 1      |
| 1968/69         | PSV             | Nederland       | Eredivisie           | –          | –          | –     | 0     | 1              | 0              | 0      | 0      | –      | –      |
| 1969/70         | PSV             | Nederland       | Eredivisie           | –          | –          | –     | 0     | 0              | 0              | 0      | 0      | –      | –      |
| 1969/70         | Eindhoven       | Nederland       | Tweede divisie       | –          | 1          | –     | 0     | 0              | 0              | 0      | 0      | –      | 1      |
| 1970/71         | Eindhoven       | Nederland       | Tweede divisie       | –          | 5          | –     | 0     | 0              | 0              | 0      | 0      | –      | 5      |
| Carrière totaal | Carrière totaal | Carrière totaal | Carrière totaal      | –          | –          | –     | 3     | 0              | 3              | 0      | 0      | –      | –      |